# Civil Közösségek Háza
A Civil Közösségek Háza több mint ötven civil szervezetnek, önszerveződésnek, civil közösségnek, alkotó csoportnak, baráti köröknek ad otthont Pécs belvárosában, a Szent István téren. A ház a 19. század elejére tehető építésétől kezdve az 1952-es államosításáig gazdag polgári családok tulajdonában állt.

## Története

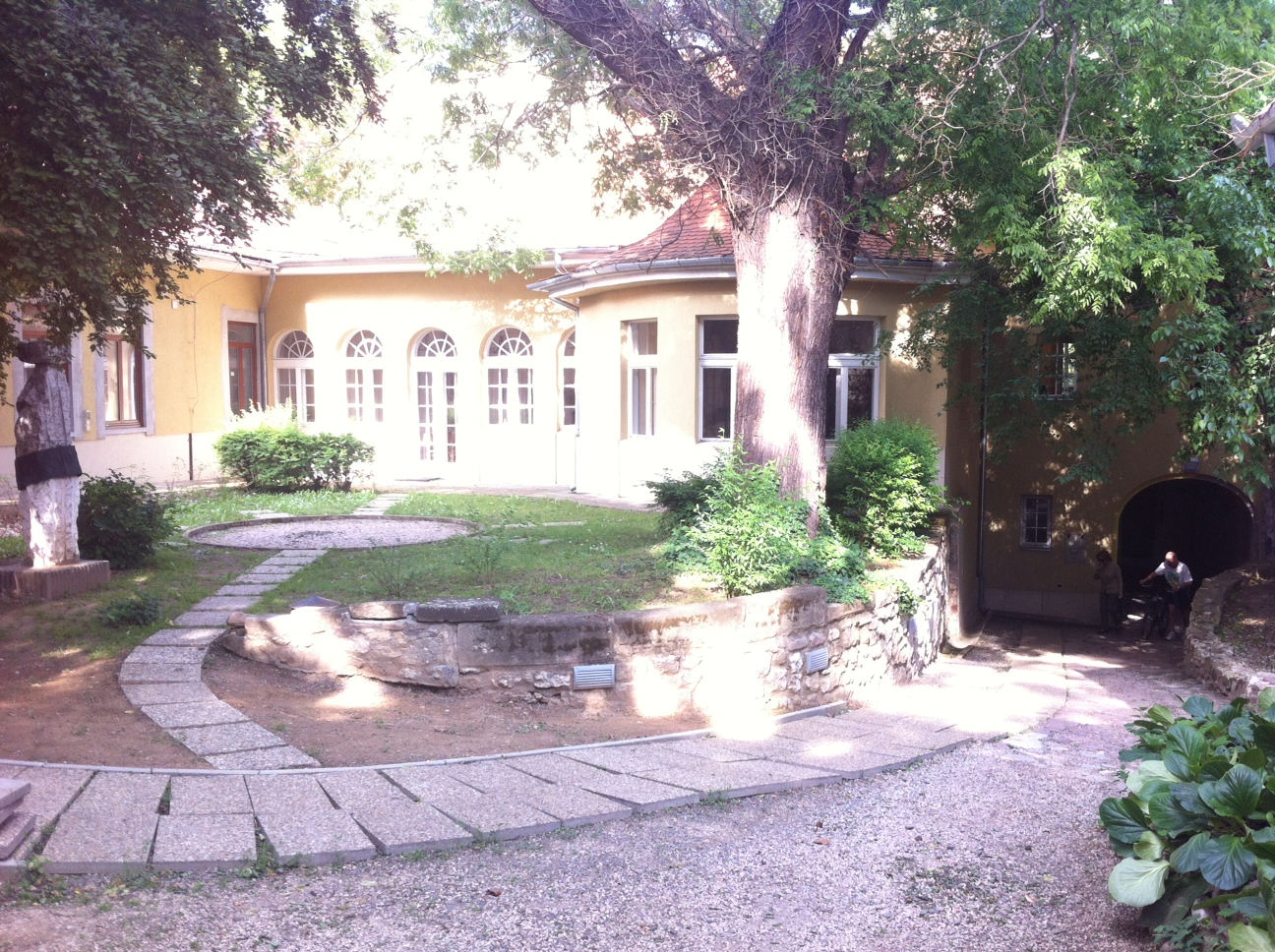
Az épület a belső udvar felől.

A főépület 1855-ig a Rihmer család tulajdona volt. Ebben az évben épült a melléképületek egy része is, melyek közül műemléki szempontból a kerti pavilon a legfontosabb. A barokk díszkert e fontos építményét a korabeli források vigadóház, vagy mulatóház néven említik. A kertben többek között volt még három medencés szökőkút is, melyek közül csak a négykaréjos formájú díszkút van meg.
A Miltényi család 1860 körül csak kis mértékben változtatott a házon, az 1880-as években a Förster család a kapualjra emeletet építtetett neoreneszánsz stílusú homlokzattal, valamint összekapcsolták a lakóház hátsó szárnyát az istállóval. A legnagyobb változtatások az üszögi Grosz családnak köszönhetőek, akik 1923-ban kisebb neobarokk palotát varázsoltak a házból. Gázzal működő légfűtés készült, fali díszkúttal ellátott világítóudvar, míves faragott korlát a lépcsőházban, mintás parketták, és stukkók, valamint a főhomlokzat is ekkor nyerte el mai formáját. Az utolsó polgári tulajdonos Gebauer Miklós kanonok volt, akinek a ház kiállítóterme, galériája is megőrizte nevét.
Az államosítást a lassú pusztulás időszaka, mivel a ház csupán 1995-ben került be a műemléki leltárba. 1952-től hosszú ideig Úttörőházként, majd kisegítő iskolaként működött majd jó ideig üresen állt. Az egykor igen színvonalas díszkert ez idő alatt csaknem teljesen megsemmisült, néhány, már pótolhatatlan kerti építménnyel együtt.
A Civil Közösségek Házának jogelődje a Pedagógusok Szakszervezete Nevelők Háza volt. 1993-ban költözött a mai épületbe.

## Szervezetek

### A Gyűszű Szövetsége - Mecseki foltalkotók
foltvarró kör minden páratlan hét keddjén 16-19 óráig.

### Baranya-Steiermark Baráti Társaság
BASTEI a Baranya-Steierország elnevezésének kezdőbetűiből keletkezett - magyarul bástyát jelent. Az egyes emberek kapcsolatai útján kívánnak bürokráciától mentesen erősíteni a már meglévő kapcsolataikat, valamint keresik azokat a területeket, ahol újakat létesíthetnek. Célkitűzéseik között lényeges a két területi egység közötti kulturális kapcsolatok elősegítése. A kölcsönös megismerést, a két ország kulturális és tudományos eredményeinek terjesztését szolgálják az egyesület előadássorozatai Baranyában és Steierországban, helyi és vendégelőadók felkérésével. A két terület művészi értékeit a nagyközönség előtt kiállításokkal, előadói estekkel kívánják feltárni. A társaság Magyarországon 1989-ben megalakult és bejegyeztetett, de Steierországban is működő egyesület. Tagjai magánemberek, vállalkozók, vállalatok és egyesületek lehetnek.

### Dyslexiás Gyermekekért Baranyában Egyesület
Egyesületük 2000 májusában alakult, közhasznú szervezetként. Az egyesület az EDA (European Dyslexia Association) magyar tagja. Taglétszámuk jelenleg 103 fő. Célkitűzéseik között az érintett gyermekek érdekeinek védelmét és képviseletét, valamint a diszlexia tárgykörében végzendő ismeretterjesztő, oktató és felvilágosító tevékenységet tűzték ki. E célok elérése érdekében évről évre szélesedő vállalásokkal munkálkodnak egész Baranyában. Tanfolyamokat, továbbképzéseket szerveznek a prevenció és a reedukáció témakörében, elsősorban pedagógusoknak. Rendszeresen tartanak szülőklubot, ahol kötetlen beszélgetésekkel oszthatják meg egymással élményeiket a "sorstárs" szülők. Minden tanév elején ingyenes diszlexiaszűrést szerveznek. 2002-ben saját kiadványt jelentettek meg "A dyslexiáról és egyéb tanulási zavarokról - szülőknek" címmel.

### Esztergár Lajos Konzervatív Kör
A kör 2001. január 2-án alakult, melynek célja Esztergár Lajos pécsi polgármester (1940-1944), egyetemi tanár szellemi örökségének ápolása, az "esztergári életmű" megismertetése. Pécs 2000 éves történetének megismerése és megismertetése; a tudomány illetve a művészet rangjának erősítése. A nemes hagyományok és értékek megkülönböztetett tisztelete miatt választott konzervatív jelző határozott állásfoglalást jelent a tradicionális értékrend és világkép mellett. Az elmúlt években konferenciát rendeztek Esztergár Lajos életművéről, polgárosodás és irodalom összefüggéseiről, a konzervativizmusról. Tüskés Tibor Babits és Pécs kapcsolatáról, Tóth Károly a Sorsunk című folyóiratról, Havasi János iraki háborús élményeiről, Molnár F. Tamás a kelta kereszténységről tartott előadást. Vendégül látták Bod Péter Ákost, Alexa Károlyt és Kulin Ferencet is.

### Füsti-Molnár Színi Stúdió
Az idejárók 2 csoportban (20 éves korig és e fölött) különböző művészeti ágakba kapnak betekintést heti 2 órában. Verset Sólyom Katalin tanít, zenét Rozs Tamás, beszédtechnikát Varga Gyöngyi, táncot, színpadi mozgást Brumecz Brigitta, bábot Szabó Zsuzsa, színészmesterséget Füsti Molnár Éva oktat. Céljuk a művészetek iránti érdeklődés felkeltése és visszajelzés azoknak a fiataloknak, akik később komolyan szeretnének valamelyik művészeti ággal foglalkozni. A stúdió minden félévkor és év végén nyilvános bemutatót tart minden tantárgyból. A foglalkozások minden pénteken 15-17 óra között folynak.

### Gitárklub
Leginkább gitárkoncerteket tartanak.

### Képzőművészeti Alkotó Műhely
A műhely elsődleges célja, hogy a résztvevők érdeklődésének megfelelő képzőművészeti irányú szakértő támogatást biztosítson. A tevékenységünk középpontjában a klasszikus rajz körébe tartozó ábrázolásmódok állnak. Éves programjuk a tagok rajzi fejlődését elősegítő témákra épül fel. Feldolgozásra kerül többek közt a tárgyak, a természeti formák vagy az emberi figura ábrázolása. Lehetőség nyílik arra, hogy a rajz különböző eszközeit, változatos technikáit megismerjék, ezáltal egyéni látásmódjukat fejlesszék a résztvevők. A baráti légkörű foglalkozásokon korra, nemre való tekintet nélkül, bárki részt vehet, rajzi felkészültségének foka nem kizáró ok.

### Kortárs Magyar Fotográfia Alapítvány
Az alapítvány 2002-ben jött létre, melynek elsődleges célja, hogy az 1995-ben elindult Kortárs Magyar Fotográfia rendezvénysorozat további megrendezését elősegítse, és azt lebonyolítsa. A szervezési feladatokat az Alapítvány Kuratóriuma látja el.

### Lengyel Klub
Lengyel vonatkozású irodalmi estek.

### Magyar Madártani és Természetvédelmi Egyesület Baranya megyei Csoportja
A csoport 1974-ben, az egyesület 10. tagszervezeteként alakult meg. A regionális iroda 1993-tól működik Pécsett. A tagság faj- és élőhelyvédelmi programokban fejti ki természetvédelmi tevékenységét. A madárvédelem különböző területein kívül foglalkozunk a denevérek védelmével is. A programok olyan kutatási eredményeken alapulnak, melyek segítségével kidolgozható és megvalósítható a gyakorlati védelem. Nagy hangsúlyt fektetnek az ifjúság helyes természetszemléletének kialakítására, melyhez az oktatási intézményekkel kötött együttműködési szerződések biztosítanak alapot. A gyakorlati képzést pedig táborainkban és a madarász suli keretében valósítjuk meg.  A TENKES című időszakos kiadványukban helyi kutatásokról adnak átfogó képet. Az egyesület közel 900 tagot számlál (2009).

### Mecseki Fotóklub
1957. március 8-án alakult Mecseki Turista Egyesület Amatőr Fotóművész Klubja néven. 1958. január 31-i közgyűlés alapján Mecseki Fotóklub néven működik tovább. Országosan is az elsők között alakuló fotóklubok közé tartozik.
A klub sok hazai és nemzetközi kiállítást és diapályázatot rendezett. Fontosak a hazai és külföldi klubokkal való együttműködések, főleg a testvérvárosokból, Eszékről és Lahtiból. Meghatározó volt az 1973-as Nemzetközi Fotófórum néven ismertté vált több országot átfogó kiállítássorozat, amely 1993-ig tartott. (Baranya és Vas megye, Karinthia, Stájerország, Horvátország, Szlovénia, Friuli és Velence)
A Mecseki Fotóklub feladatának tekinti, hogy a Pécsett élő ill. vonzáskörébe tartozó fotós érdeklődésű alkotókat szellemi közösségbe tömörítse. A klubesteken a fotográfusi lét minden formája terítékre kerül. A klub tagja lehet akit fotográfusi illetve szellemi tevékenysége alapján a Művészeti Bizottság alkalmasnak ítél erre. Jelenleg 67 tagja van, melyből tizenöten tagjai a Magyar Fotóművészek Szövetségének vagy a Magyar Alkotóművészek Országos Egyesületének.

### Modern Geográfus Alapítvány
A közhasznú alapítvány 2003. december 12-én jött létre a földrajzoktatás és kutatás támogatása, fejlesztése érdekében, melynek célja az általános-, közép- és felsőoktatásban a tehetséggondozás elősegítése, a tehetséges fiatalok felkutatása, képzése, folyamatos segítése az egyetemi oktatás során. Ezen kívül céljuk a geográfus hallgatók és oktatók szakmai tevékenységének támogatása (ösztöndíjak, tanulmányutak, kutatási költségek kiegészítése, nyelvtanulás segítése, stb.), a földrajzoktatás és kutatás korszerűsítésének segítése (oktatáshoz szükséges anyagi eszközök, könyvek, folyóiratok, oktatási segédletek, beszerzésének támogatása, oktatási anyagok készítése, bel- és külföldi oktatók fogadása stb.) és egyéb tudományos tevékenységek.

### Népi Írók Baráti Társasága
A mintegy 70 főt számláló társaság 2000. Január 31-én alakult Pécsett. Célkitűzései között szerepel a magyar irodalom, s ebben a népi írók, költők szellemi örökségének megismertetése, alkotásaik elemzése, bemutatása. A Társaság országos mozgalom, melynek részét alkotja a pécsi tagozat. A Társaság feladatának tekinti tartalmas, tovább csírázó gondolatokat, érzelmeket kialakító irodalmi délutánok, matinék versenyek rendezését, amelyek hatására az olvasóközönség száma gyarapodhat.
Az elmúlt évek alatt neves előadók közreműködésével népes irodalmi délutánok zajlottak le Kodolányi János, Veres Péter, Illyés Gyula, Kákicsi Kiss Géza, Németh László, Czine Mihály, Fülep Lajos, Baksay Sándor, Móricz Zsigmond, Tamási Áron, Janus Pannonius, Csorba Győző életéről és munkásságáról. Ki kell emelnünk továbbá a népi írók műveiből szervezett Vers-és Prózamondó versenyt, amelyen 75 fiatal és felnőtt vett részt nagy sikerrel.
A társaság alkotó műhelyének tagjai voltak Faltysné Ujvári Anna néprajzkutató, a Magyar Kultúra lovagja cím viselője, Jeli József ny. rendőralezredes, Szakácsné Kozári Piroska festőművész tanár és Lénárd József költő irodalmi délutánjai.

### Noé Bárkája Egyesület
Az egyesület 2001 decemberében jött létre. Kapcsolatban állnak az osztrák, hasonló nevű egyesülettel. Az NBE tagja a Dunántúli Környezetvédő Szövetségnek és a Magyar Természetvédők Szövetségének. Lakossági megkeresésre középkori növényeket azonosítottak.
Az egyesület célja a kiveszőben lévő gyógy- és fűszernövények felkutatása, védelme, bevonása a termesztésbe. Szándékaik között szerepel egy könyvtár létrehozása és egy mintakert létesítése. Ehhez Villány, Bóly, Kökény és Szigetvár térségében ajánlották fel számukra területet.

### Örökifjú Nyugdíjasok Klubja
A 80-as évek elején a Pécsi Tanárképző Gyakorlóiskolájának nyugdíjasai hozták létre a klubot, kapcsolattartás céljából. Az ötlet megvalósítását Békési Lászlóné (mindenki Vali nénije) valósította meg. az "Örök Ifjak Klubjába" az utóbbi években nemcsak pedagógusok, hanem más munkahelyek nyugdíjasai is jelentkeztek. Mottójuk: "Vidám, gondtalan órákat szerezzünk magunknak és egymásnak!"

### Ovi Arts Oktatási Központ
Az oktatási központ beás cigány, lovári cigány és eszperantó nyelvoktatással foglalkozik. Képzéseik jelenleg a Dél-dunántúli régió városaiban vehetők igénybe, de megfelelő létszám szerint bármely településen indítanak tanfolyamot kiscsoportos formában.

### Pécs-Baranyai Szenior Úszók és Vízisportolók Klubja
A 69 főt számláló (2008-as adat) klub 2004-ben alakult. Tagjaink lehetnek minden 20. életévüket betöltöttek. Anyagi forrást pályázatokon próbálnak szerezni.

### Pécsi Alkotó Pedagógusok Képzőművészeti Műhelye
A műhely 1978-ban alakult, melynek célja összefogni azokat a rajztanárokat, pedagógusokat, akiknek közös az érdeklődési körük és akik a tanítás mellett a képzőművészet valamelyik ágát művelik. Csoportos kiállításokat szerveznek az országban és az országhatáron túl is, eddig összesen 85 csoportos és 300 egyéni tárlatot és önálló kiállítást. A tagok grafikusok, festők, de van, aki tűzzománcot, batikot is készít. A többség pécsi, öten pedig Baranya vármegye többi részéből kapcsolódnak a műhelyhez (Véménd, Harkány, Szigetvár, Komló, Orfű). A kollektívát 20 művésztanár és egy virágszobrász alkotja. Ketten tagjai a Magyar Alkotóművészek Országos Egyesületének: Daczóné Szabó Margit, Kapoli Ilona. Tizenegyen a Magyar Rajztanárok Országos Egyesületének (MROE) tagjai. Az Alkotó Műhely tagjai 24 éve együtt dolgoznak, s nemcsak kollegák, barátok is.
16 évig Takács Dezső, Rudnay-díjas grafikusművész koordinálta a csoport szakmai munkáját. 1994-től Svasticsné Bogáthy Zsuzsanna vezeti, szervezi a műhelyt.

### Pécsi Kamarakórus
A Pécsi Kamarakórust 1958. október 22-én alapította Dobos László és Tillai Aurél baráti és tanítványi köréből. Az énekkar az ország legjobb kórusai közé tartozik. Műsoruk átöleli szinte a teljes kórusirodalmat. Fő céljuk a magyar klasszikusok (Kodály, Bartók, Bárdos) műveinek megismertetése itthon és külföldön, de előszeretettel éneklik a Kodály utáni nemzedékek kórusmuzsikáját is. Eddig Európa 20 országában jártak 65 koncertút keretében, leggyakrabban Németországban, Olaszországban és Franciaországban. Nemzetközi versenyekről 35 díjjal tértek haza. Első-, ill. Nagydíjat szereztek Corkban, Toursban (kétszer), Knokke-Heistben, Debrecenben és Spittalban. 1980-ban megnyerték a BBC rádiós verseny kamarakórus kategóriáját. 2000-ben, Rómában az Orlando di Lasso Kórusversenyen 3 első díjat kaptak. 2002-ben a görögországi Prevezzából 2 aranyéremmel tértek haza.
Rendszeresen szerepelnek a Magyar Rádióban, de sugározta műsorukat Helsinki, Torino, Párizs, London, Brüsszel, Róma és Stockholm rádiója is. Állandó szereplői a filharmóniai életnek; eddig több mint 30 oratórikus művet szólaltattak meg. Karnagyuk - az alapítástól kezdve - Tillai Aurél professor emeritus a Pécsi Tudományegyetemen karvezetést és zeneelméletet tanít. 1956-2000-ig vezette a Pécsi Egyetemi Kórust. Liszt- és SZOT-díjas karnagy. Gyakran szerepel kórusversenyeken, fesztiválokon zsűritagként, atalier-vezetőként. Tillai Aurél, aki az első 20 évben Dobos Lászlóval együtt vezette a Pécsi Kamarakórus munkáját, egyúttal népszerű kóruskomponista is.

### Pécsi Magyar-Orosz Társaság
Pécsi Magyar-Orosz Társaság alakult: 1997 február 28.-án. Közhasznú egyesület. 
A társaság célja:
- a magyar és orosz nyelvterületen élő népek kapcsolatainak ápolása
- a két nép közötti kulturális, sport valamint gazdasági kapcsolatok kiépítése és fejlesztése
- az orosz kultúra megismertetése rendezvények megemlékezések szervezésével
- az orosz nyelv népszerűsítése és nyelvgyakorlási alkalmak teremtése

Pécsi Magyar-Orosz Társaság weboldala

### További szervezeteik
- Astra Csillagász Egyesület
- Bázis Szobrász Egyesület
- Délvidék Kulturális Egyesület
- Dunántúl Környezetvédő Szövetség
- Égett Betegek Egyesülete
- Első Pécsi Polgári Lőegylet
- Erdőkerülő Egyesület
- Góliát Utánpótlás Egyesület
- Hármas Egység Pedagógiai Alapítvány
- Kerek Világ Alapítvány
- Magyarok Világszövetsége Baranya Megyei Egyesülete
- Nyugdíjas Iskolaigazgatók és Szakfelügyelők Baráti Társasága
- Összefogás Pécsért Egyesület
- Pécs- Baranyai Kórus és Zenekari Szövetség
- Pécsi Tájak, Korok, Múzeumok Klub
- Polgári Fórum Egyesület
- Polgári Kör Pécs
- Pszichodráma Intézet Alapítvány
- Tüke Alapítvány
- Új Szabadegyetem 2006 Egyesület
- Veterán Repülők Szövetsége

## Lásd még
- Pécs kulturális élete